# Astragalus gruinus
Astragalus gruinus är en ärtväxtart som beskrevs av Rupert Charles Barneby. Astragalus gruinus ingår i släktet vedlar, och familjen ärtväxter. Inga underarter finns listade i Catalogue of Life.